# أحمد علم الهدى
السيِّد أحمد بن علي عَلَم الهُدى هو فقيه شيعي وسياسي إيراني. وُلد في مدينة مشهد يوم 14 رمضان 1363هـ المُوافق 1 أيلول (سپتمبر) 1944م. عمل مُمثلًا للمُرشد الأعلى للثورة الإسلاميَّة في مُحافظة خُراسان الرضويَّة بدايةً من سنة 2015م، وإمامًا لصلاة الجُمُعة في مشهد مُنذُ سنة 2005م، وكان المسؤول الأسمى عن التدريس وبرامج الدراسات العُليا في جامعة الإمام الصادق، التي ساهم في تأسيسها، مُنذُ سنة 1982 إلى سنة 2005م، وهو أيضًا عضو في جمعيَّة عُلماء الدين المُجاهدين.
بلغ علم الهُدى رُتبة «حُجَّة الإسلام» عند الشيعة، ولُقِّب «آية الله»، لكن كثيرًا ما يُصنَّف ضمن العُلماء الأكثر تطرُّفًا وأُصُوليَّةً، وأطلقت عليه بعض وسائل الإعلام الإيرانيَّة لقب «دوق مشهد». ظهر علم الهُدى مُتحدثًا خلال مُظاهرة 30 كانون الأوَّل (ديسمبر) 2009م المُؤيِّدة للنظام الإيراني، واصفًا مُعارضي مُرشد الثورة الإمام علي خامنئي بأنَّهم «حفنة من الماعز والعُجُول». عارض علم الهُدى إقامة حفلاتٍ موسيقيَّةٍ في مشهد خلال رئاسة حسن روحاني، رُغم حُصُول مُنظميها على التراخيص المطلوبة، وعمل جاهدًا على منع إحيائها آمرًا الشُرطة بوقفها، مُعتبرًا أنَّ مثل هذه المُناسبات يُسيء للإمام علي بن موسى الرضا المدفون بالمدينة والذي يجتذب مرقده ملايين الزُوَّار سنويًا. اعتبر البعض أنَّ مثل هذه الإجراءات تعكس أنَّ قُوَّة إنفاذ القانون في إيران لا تقع تحت سُلطة رئيس الجُمهُوريَّة، بل تخضع لسُلطة المُرشد الأعلى. زاد نُفُوذ علم الهُدى حينما أصبح مُمثِّل المُرشد الأعلى في خُراسان الرضويَّة سنة 2016م، بعد وفاة سلفه عبَّاس واعظ طبسي، ثُمَّ مع تولِّي صهره إبراهيم رئيسي رئاسة الجُمهُوريَّة سنة 2021م، حتَّى قيل بأنَّ الحُكومة تبدو وكأنَّها «تتصرَّف وفقًا لآراء علم الهُدى».
فرض عليه الاتحاد الأوروپِّي جُملة عُقُوبات سنة 2023م بحُجَّة «انتهاكاته الجسيمة لحُقُوق الإنسان في إيران» و«نشر الكراهيَّة ضدَّ النساء»، على اعتبار أنَّه عارض رُكُوبهُنَّ الدرَّاجات الهوائيَّة ودُخُولهُنَّ ملاعب كُرة القدم، واعتماد العُنف لسحب الاعترافات من المُتَّهمين.